# Christophe Léon
Pour les articles homonymes, voir Léon.
 (avril 2024).
Œuvres principales
- La guerre au bout du couloir (2008)
- Délit de fuite (2011)

Christophe Léon est un auteur et romancier français. 

## Biographie
Il commence par écrire des romans pour adultes, et en 2006, il se lance dans l’écriture jeunesse avec Longtemps. 
Christophe Léon publie, outre des romans et essais en littérature générale, des romans jeunesse. Le roman Délit de fuite, paru en 2011 aux éditions La joie de lire, a été adapté pour la télévision en 2012 sous le même titre, avec dans les rôles principaux Éric Cantona et Mathilda May.
Il est directeur de la collection Rester Vivant (Jeunesse) et de la collection Le Muscadier Noir (Adulte) aux éditions Le Muscadier
Il publie chez divers éditeurs, dont L'École des loisirs, éditions du Rouergue, Thierry Magnier, ou La joie de lire.

## Publications

### Romans
- Tu t'appelles Amandine Keddha, Le Rouergue, coll. « La brune », 2002
- Palavas la Banche, Le Rouergue, coll. « La brune », 2004
- Journal d'un étudiant japonais à Paris, éd. du Serpent à plumes, 2007
- Beaux-arts, col, Fulgurances, éd. du Somnambule équivoque, 2008
- Noces d'airain, éd Arhsens, 2008
- ZAD, (co-auteur Julie Jézéquel) éd. JDH, coll. Nouvelles pages, janvier 2021
- FRANS 68, éd. Ramsay, coll. Littérature Roman, août 2021
- L'insurrection impériale, éd. Le Muscadier, coll. Le Muscadier Noir, janvier 2023
- Imago, éd. Ramsay, coll. Littérature Roman, mai 2023
- Si c'est une femme, KDP éditions, Littérature Roman, septembre 2023

### Romans jeunesse
- Longtemps, L'école des loisirs, coll. « Neuf », 2006
- Nénuphar Grigrimaldit, Alice éditions, avril 2007
- Lilas doit pleurer et les moustiques piquer Jeancri, éd. Oskar jeunesse, 2007
- Pas demain la veille, éditions Thierry Magnier, 2007
- Grand-père, Oskar jeunesse, mai 2008
- La guerre au bout du couloir, Thierry Magnier, octobre 2008 - Prix NRP de littérature jeunesse 2009
- Dans l'enfer de Dante, La Joie de Lire - janvier 2009
- Silence, on irradie, éd. Thierry Magnier, 2009 ; réd. éd. Klett (Allemagne), avec vocabulaire français/allemand et appareil pédagogique, août 2011
- Bleu Toxic - avril 2010, Le Seuil, coll. « Karactère(s) » —
- Granpa', éd. Thierry Magnier, août 2010
- Délit de fuite[2], La Joie de Lire, coll. Encrage, janvier 2011 adapté à la télévision sous le même titre par Thierry Binisti en 2012.

- Argentina, Argentina..., Oskar éditeur, août 2011
- Le goût de la tomate, éd. Thierry Magnier, coll. Petite Poche, octobre 2011  - Prix Bernard Versele 2014[3]
- Dernier métro, éd. La joie de lire, coll. Encrage, janvier 2012
- La randonnée, éd. Thierry Magnier, février 2012
- Écran total, éd. Thierry Magnier, mars 2012, coll. Petite Poche
- La balade de Jordan et Lucie, éd. L'école des loisirs, coll. Medium, mai 2012
- Engrenages, Oskar éditeur, octobre 2012
- Qui va loin revient près, éd. Thierry Magnier, janvier 2013
- Le petit criminel, Le Seuil, mai 2013
- La Vie est belle, éd. La joie de lire, coll. Encrage, août 2013
- Mon père n'est pas un héros, éd Oskar, coll. Court Métrage, août 2013
- Demain promis !, éd. Thierry Magnier, coll. Petite Poche, janvier 2014
- Le jour d'après, éd. Thierry Magnier, février 2014
- Mado m'a dit, éd. La joie de lire, coll. Hibook, février 2014
- Cité Lilas, Oskar éditeur, coll. Poche (première édition en 2007, grand format sous le titre Lilas doit pleurer et les moustiques piquer Jeancri), 2013
- X-RAY la Crise, éd. La joie de lire, coll. Encrage, octobre 2014
- Embardée, éd. La joie de lire, coll. Encrage, mars 2015 [présentation en ligne]
- Trouve-moi, Oskar éditeur, coll. La Vie mai 2015
- L'Os, éd. Thierry Magnier, janvier 2016
- Hoax, Oskar éditeur, coll. La Vie, février 2016
- Les mangues resteront vertes, éditions Talents Hauts, coll. Les Héroïques, septembre 2016 (Soutenu par Amnesty International)
- Champion, éd. La joie de lire, coll. Encrage, février 2017
- Fani, Oskar éditeur, coll. La Vie, avril 2017
- Et j'irai loin, bien loin , éd. Thierry Magnier, coll. Grand Roman, septembre 2017
- La décision, Oskar éditeur, coll. Société, avril 2018
- La vie commence aujourd'hui, éd. La joie de lire, coll. Encrage, septembre 2018
- Musique Verte, éd. Thierry Magnier, avril 2019
- L'Île, Oskar éditeur, coll. Suspense, novembre 2019
- Les dernières reines, (co-auteur Patricia Vigier,  éd. Le Muscadier, coll. Rester Vivant, Février 2021
- Baba !, éd. La joie de lire, coll. Encrage, juin 2021
- Pas de climat, pas de chocolat, éd. Alice, coll. Tertio, mars 2022
- Missié, éd. D'Eux, coll. Hors collection, (illustrations Barroux), mai 2022
- Haut les cœurs, éd. D'Eux, coll. Hors collection, (illustrations Elsa Oriol), octobre 2022
- Tag, éd. Le Muscadier, coll. Rester Vivant, Août 2023
- #StopAsianHate, (co-auteur Patricia Vigier) éd. Le Muscadier, coll. Rester Vivant, Janvier 2024
- L'affaire Ryan Lacombe, collection Polar, éd. Oskar, Février 2024
- Rosemary Kennedy, L'effacée, collection La Vie, éd. Oskar, Novembre 2024
- Pas de climat, pas de chocolat, 2ème édition novembre 2024 (1ère édition 2022 - éd. Alice)
- La guerre au bout du couloir, 2e édition février 2025, (1ère édition Thierry Magnier, 2008) - Prix NRP de littérature jeunesse 2009

### Nouvelles
- Je suis Richard Brautigan, coll. « Short Stories », éd. Somnambule équivoque, 2009
- Gros malheurs, coll. « Short Stories », éd. Somnambule équivoque, avril 2011

### Nouvelles jeunesse
- Désobéis !, éditions Thierry Magnier, coll. Nouvelles, octobre 2011
- Pense bêtes, éd Le Muscadier, coll. Place du marché, octobre 2013
- Changement de braquets et autres récits, éd. Klett (Allemagne), coll. Petite poche, trois nouvelles tirées du recueil Désobéis ! avec vocabulaire français/allemand et appareil pédagogique, août 2014
- Changement de braquets suivi de l'histoire "Le refus", éd. Diesterweg (Allemagne), coll. Neusprachliche Bibliotek, deux nouvelles tirées du recueil Désobéis !, janvier 2015
- Bêtes de pensée, éd Le Muscadier, coll. Place du marché, février 2015
- De mieux en mieux, éditions Thierry Magnier, coll. Nouvelles, mars 2015
- Désobéis !, éditions Cornelsen (Allemagne), juin 2016
- Pas bête(s) !, éd Le Muscadier, coll. Rester Vivant, octobre 2017
- L'art de ne pas être des moutons, éd Le Muscadier, coll. Rester Vivant, mai 2018
- Black Friday, éd Le Muscadier, coll. Rester Vivant, février 2020

#### Participation
- Collectif, Nouvelles re-vertes, éd. Thierry Magnier, 2008 ; recueil de nouvelles : écriture d'une nouvelle, aux côtés de Mickaël Ollivier, Jean-Marc Mathis et al.
- Collectif, Et si jamais..., éditions Thierry Magnier, coll. Nouvelles, juin 2016
- Collectif, Tu vas rire !, éditions Thierry Magnier, coll. Nouvelles, septembre 2016 (avec l'association Le Rire Médecin)
- Collectif, Récits de bêtes, éditions Flammarion, août 2025

### Récit autobiographique
- Mi-Figue mi-raisin, La Joie de Lire, coll. « Rétroviseur », août 2009

### Essais
- Écoloco, une alter-friction, coll. « Dérapages », éd. Somnambule équivoque, 2008
- Écran plat, coll. « Dérapages », éd. Somnambule équivoque, 2009

### Théâtre
- Quatre jours dans la vie de Thorpe, mise en scène Jean-Pierre Vidotto, 2006/2007
- GroTtesKe ! Contes de l'évolution ordinaire, Compagnie Histoire De Jouer [4], mise en scène Julie Jézéquel, 2013

## Prix et distinctions
- La guerre au bout du couloir : Prix NRP de littérature jeunesse 2009[5]
- Délit de fuite : Prix Gayant Lecture 2013[6]
- Argentina, Argentina... : Prix Tatoulu Noir 2013[6]
- Le goût de la tomate : Prix Bernard Versele 2014[6],[3], catégorie 5 chouettes
- Reato di fuga (Délit de fuite) : Prix Andersen (Italie) Meilleur livre + de 15 ans 2016[7]
- Missié : Prix du roman historique jeunesse 2024[8], Les Rendez-vous de l'histoire, catégorie 3e-2nde
- Missié : Prix Tatoulu Rouge 2024[9]

## Adaptation audiovisuelle
- Délit de fuite, adaptation télévisuelle du roman éponyme pour France 2 (1re diffusion 2012, réalisateur Thierry Binisti, avec pour acteurs principaux : Éric Cantona, Mathilda May[10]